# Naxitamab
Naxitamab, es vendido bajo la marca Danyelza, es un medicamento utilizado para tratar el neuroblastoma .  Se utiliza en personas de al menos un año de edad con enfermedad en el hueso que no han respondido suficientemente a otros tratamientos. Este medicamento se administra mediante inyección gradual en una vena. Se utiliza con un factor estimulante de colonias de granulocitos y macrófagos.
Los efectos secundarios de este medicamento incluyen reacción relacionada con la infusión, dolor, frecuencia cardíaca acelerada, vómitos, tos, náuseas, diarrea, presión arterial alta, cansancio, eritema multiforme, neuropatía periférica, urticaria, fiebre, dolor de cabeza, reacción en el lugar de la inyección, hinchazón, ansiedad e irritabilidad.  Otros efectos secundarios pueden incluir mielitis transversa y síndrome de leucoencefalopatía posterior reversible. Ell uso de este medicamento durante el embarazo puede dañar al bebé. Es un anticuerpo monoclonal que se une a GD2.
Este medicamento fue aprobado para uso médico en los Estados Unidos en 2020.  A partir de 2022 no está aprobado en Europa ni en el Reino Unido. En Estados Unidos, 40 mg de medicamento costaban alrededor de 23.000 dólares estadounidenses  en 2022. 